# Fragaria gillmanii
Fragaria gillmanii är en rosväxtart som beskrevs av George William Clinton. Fragaria gillmanii ingår i släktet smultronsläktet, och familjen rosväxter. Inga underarter finns listade i Catalogue of Life.